# Hashān
Hashān (persiska: هشان, Ḩāshān, حاشان) är en ort i Iran.   Den ligger i provinsen Alborz, i den norra delen av landet, 80 km nordväst om huvudstaden Teheran. Hashān ligger 2 027 meter över havet och antalet invånare är 127.
Terrängen runt Hashān är varierad. Hashān ligger nere i en dal.Runt Hashān är det ganska tätbefolkat, med 86 invånare per kvadratkilometer. Närmaste större samhälle är Jovestān, 3,5 km öster om Hashān. Trakten runt Hashān består i huvudsak av gräsmarker.